# Ostend (Nouvelle-Zélande)
Pour les articles homonymes, voir Ostende (homonymie).
Ostend est une localité sur l'île Waiheke, dans la région d'Auckland, de l'île du Nord de la Nouvelle-Zélande.

## Situation
Ostend est localisé dans l'ouest de l'île dans le golfe de Hauraki, dans et autour de la petite péninsule, qui se déploie dans la Baie de 'Putiki Bay', une des deux grandes indentations de la côte sud-ouest de l'île.

## Population
Le sud-ouest de l'île contient la plus grande partie de la population de l'île avec la localité d’Ostend, qui est localisé immédiatement à l’est du village de Surfdale et au sud-ouest d'Onetangi.

## Accès
Ostend est relié à Surfdale par une chassée, qui traverse le bras ouest de la baie de Putiki Bay.
Le secteur est utilisé par les marins, qui tirent leurs bateaux sur la plage, comme est facile l'accès à la terre principale de la marina de Half Moon Bay. 

## Installations
Ostend est le siège du seul supermarché de l'île, nommé Countdown (en),mais aussi une branche des bureaux du Conseil d'Auckland, l'église baptiste de l'île, et un centre médical. Elle est connue comme une zone industrielle de l'île.